# Rudergruppe Geesthacht von 1912
Die Rudergruppe Geesthacht von 1912 (RGG) ist ein Sportverein aus Geesthacht.

## Geschichte und Lage
Der Verein wurde am 1. Oktober 1912 als Abteilung des TSV Geesthacht gegründet. Seit 1921 ist die Rudergruppe als eigenständiger Verein im Vereinsregister eingetragen, zur gleichen Zeit wurde auch das Frauenrudern im Verein gestartet.
1913 eröffnete das erste Bootshaus des Vereins am Schiffbauerweg, 1922 entstand ein größeres Bootshaus. 1963 zog der Verein in ein neues Bootshaus an der Elbuferstraße.
Die Vereinsflagge besteht aus zwei weißen Dreiecken rechts und links und zwei roten Dreiecken oben und unten. In der Mitte ist ein weißer Kreis mit der schwarzen Schrift RGG von 1912.

## Bekannte Sportler
Die Zwillinge Mira van Daelen und Sonja van Daelen gewannen bei den Weltmeisterschaften 1999 die Silbermedaille im Vierer ohne Steuerfrau und waren im selben Jahr auch deutsche Meisterinnen in dieser Bootsklasse.
Larina Aylin Hillemann begann in Geesthacht und wechselte später nach Lübeck zur Lübecker Ruder-Gesellschaft von 1885.